# 34 Кирка
34 Кирка (лат. 34 Circe) је астероид главног астероидног појаса. Приближан пречник астероида је 113,54 km,
а средња удаљеност астероида од Сунца износи 2,685 астрономских јединица (АЈ).
Инклинација (нагиб) орбите у односу на раван еклиптике је 5,503 степени, а орбитални период износи 1607,003 дана (4,399 године). Ексцентрицитет орбите астероида износи 0,107.
Апсолутна магнитуда астероида износи 8,51 а геометријски албедо 0,054.
Астероид је откривен 6. априла 1855. године.